# Виньяэс, Луис Аугусто
Луис Аугусто Виньяэс (порт.-браз. Luiz Augusto Vinhaes; 10 декабря 1896, Рио-де-Жанейро — 3 апреля 1960, Рио-де-Жанейро) — бразильский футболист и тренер. Играл за клуб «Сан-Кристован».
Работал главным тренером сборной Бразилии на чемпионате мира 1934. Перед турниром попал в неприятную ситуацию, когда подбором игроков для национальной команды руководила специальная группа, составившая список из 17 футболистов, при этом поехали игроки, играющие исключительно в Бразилии. Также руководил клубами «Сан-Кристован», который сделал чемпионом Лиги Кариоки, «Флуминенсе» и «Бангу». В 1943 и 1944 годах приводил сборную Федерального округа (на тот момент это был город Рио-де-Жанейро) к победам в чемпионате Бразилии среди штатов.

## Тренерские достижения
- Чемпион Федерального округа (1891—1960) (2): 1926, 1933
- Обладатель Кубка Рио-Бранко: 1932